# مک‌دونالد (دهانه)
مک‌دونالد یک دهانه برخوردی در ماه‌ است.